# Costante Coter
Costante Coter (Semonte, 18 gennaio 1899 – Bergamo, 14 dicembre 1972) è stato uno scultore e pittore italiano.

## Biografia
Figlio di Giacomo e fratello, tra gli altri, di Amadio nasce a Semonte, piccola frazione di Vertova (Bergamo), il 18 gennaio 1899. Nel 1912 si trasferisce a Milano presso l'Istituto di Artigianelli dove frequenta la scuola elementare. Iniziò giovanissimo la sua carriera come intagliatore statuario a Milano presso i Salesiani in via Copernico. Nel 1917, all'età di 18 anni, entra nell'aeronautica militare e, come pilota, partecipa all'ultima fase della Grande Guerra. È in questo periodo che conosce Gabriele D'Annunzio. Dal 1918 al 1926 frequenta a Milano come allievo lo studio dello scultore Ernesto Bazzaro. Sempre a Milano frequenta l'Accademia di Brera. Ebbe 3 figli, tra cui Ernesto e Francesco, che intrapresero la carriera di artisti. 
Dal 1922 partecipò a numerose esposizioni, tra cui la Biennale di Venezia (1928 e 1930) e la Quadriennale di Roma (1930).
Dal 1927 al 1930 si reca a Roma dove approfondisce lo studio dei classici. Nello stesso periodo lavora nello studio di Angelo Zanelli, dove collabora alla realizzazione delle monumentali statue destinate al Capitollium dell'Avana. A Roma frequenta l'Accademia inglese.
Nel 1927 viene nominato Socio onorario dell'Accademia di Brera.
Nel 1932 si recò a Parigi per approfondire le sue esperienze ed allargare, nello stesso tempo, la sua conoscenza artistica. Nello stesso periodo fa amicizia con lo scultore svizzero Remo Rossi. Nel 1935 realizza la statua in rame sbalzato raffigurante Cristo Re, alta 16 metri ed eretta sul monte Chatellard a 1.500 metri di quota nel Cantone Vallese.
Nel 1969 assieme al figlio Francesco, viene invitato a Barcellona alla Mostra Internazionale d'Arte Joan Miró per il disegno e la grafica.
La sua attività fu variamente orientata: in genere si dedicò alla scultura e allo sbalzo, ma fu anche ceramista, pittore e, occasionalmente, medaglista. Sue opere si trovano in numerose chiese, collezioni private e pubbliche in Italia e all'estero.
Muore a Bergamo il 14 dicembre 1972 a 73 anni.

## Opere
- 1923 - Madonnina in legno
- 1930 - Studio di testa
- 1938 -  Porta centrale di Maria delle Grazie, Bergamo
- 1939 - Napoleone Italico
- 1939 -  medaglione dell'obelisco di piazza Vittorio Veneto, Bergamo
- 1942 - Donna al sole
- 1942 - La ragazza e il pesce
- 1944 - Testa
- 1952 - La danzatrice negra
- 1954 - Pannello Borsa Merci di Bergamo
- 1956 - Allegoria
- 1957 - Crocifisso
- 1957 - Toro
- 1960 - Il gatto che si lecca
- 1962 - La donna del minatore
- 1964 - Opera materica
- 1965 - Calvario
- 1966 - Maternità

## Esposizioni

### Collettive
- 1922 - Biennale - Torino (TO), ITALIA
- 1923 - Biennale di Brera - Milano (MI), ITALIA
- 1926 - IV Quadriennale - Roma (RM), ITALIA
- 1926 - XV Biennale - Venezia (VE), ITALIA
- 1928 - XVI Biennale - Venezia (VE), ITALIA
- 1942 - Galleria P. Grande, Milano (MI), ITALIA
- 1942 - Galleria della Rotonda, Bergamo (BG), ITALIA
- 1946 - I Mostra Nazionale d'Arte Sacra - Palazzo Tre Passi, Bergamo (BG), ITALIA
- 1948 - II Mostra Nazionale d'Arte Sacra - Palazzo dei Tre Passi, Bergamo (BG), ITALIA
- 1950 - Mostra d'Arte Sacra - Angelicum, Milano (MI), ITALIA
- 1953 - Biennale di Verona - Verona (VR), ITALIA
- 1953 - Rassegna d'Arte Sacra - Verona (VR), ITALIA
- 1954 - Rassegna d'Arte Sacra - Padova (PD), ITALIA
- 1954 - Rassegna d'Arte Sacra - Angelicum, Milano (MI), ITALIA
- 1955 - Biennale di Torino - Torino (TO), ITALIA
- 1955 - Rassegna Internazionale d'Arte Sacra - Novara (NO), ITALIA
- 1956 - II Mostra Nazionale d'Arte Sacra - Bologna (BO), ITALIA
- 1957 - Rassegna d'Arte Sacra - Bologna (BO), ITALIA
- 1958 - Rassegna Internazionale d'Arte Sacra - Bologna (BO), ITALIA
- 1960 - Premio Garzanti - Forlì (FC), ITALIA
- 1960 - Quadriennale - Roma (RM), ITALIA
- 1961 - Rassegna di scultura interregionale - Cremona (CR), ITALIA
- 1962 - Mostra di pittura contemporanea "La Vela" - Riva del Garda (TN), ITALIA
- 1963 - Museo Civico, Riva del Garda (TN), ITALIA
- 1963 - Galleria Kaldor, Torbole sul Garda (TN), ITALIA
- 1963 - Premio Cinisello Balsamo - Cinisello Balsamo (MI), ITALIA
- 1963 - Premio di pittura estemporanea "Mugello 1963" - Scarperia (FI), ITALIA
- 1964 - Museo della Rocca, Riva del Garda (TN), ITALIA
- 1964 - Galleria Kaldor, Riva del Garda (TN), ITALIA
- 1964 - Galleria della Torre, Bergamo (BG), ITALIA
- 1964 - Rassegna interregionale di scultura - Cremona (CR), ITALIA
- 1965 - Galleria La Garitta, Bergamo (BG), ITALIA
- 1965 - Europa Arte - Ancona (AN), ITALIA
- 1966 - Prima Mostra d'Europa - Palazzo Piceni, Ancona (AN), ITALIA
- 1968 - Mostra internazionale di Arte grafica - Ancona (AN), ITALIA
- 1995 - La Medaglia Contemporanea in Italia - Galleria d'Arte Moderna e Contemporanea, Bergamo (BG), ITALIA
- 2001 - Arte a Bergamo 1945-1959 - Palazzo della Ragione, Sala delle Capriate, Bergamo (BG), ITALIA
- 2002 - Arte a Bergamo 1960-1969 - Palazzo della Ragione, Bergamo (BG), ITALIA
- 2006 - Da 1 a 100. Le Medaglie del Circolo Numismatico Bergamasco - GAMeC - Galleria d'Arte Moderna e Contemporanea, galleria – 3º piano, Bergamo (BG)
- 2010 - Omaggio a Costante Coter - GAMeC - Galleria d'Arte Moderna e Contemporanea, galleria – Bergamo (BG)[3]

### Personali
- 1945 - Galleria Tamanza, Bergamo (BG), ITALIA
- 1952 - Galleria della Rotonda, Bergamo (BG), ITALIA
- 1954 - Galleria della Torre, Bergamo (BG), ITALIA
- 1958 - Galleria d'Arte Bergamo, Bergamo (BG), ITALIA
- 1959 - Galleria Giovenzana, Bergamo (BG), ITALIA
- 1960 - Galleria La Garitta, Bergamo (BG), ITALIA
- 1964 - Galleria Montenapoleone, Milano (MI), ITALIA
- 1967 - Galleria Il Fondaco, Bergamo (BG), ITALIA
- 1968 - Galleria Beatrice, Novara (NO), ITALIA
- 1969 - Mostra Internazionale d'Arte Jean Mirò per il disegno e la grafica - Barcelona, SPAGNA
- 1988 - Costante Coter - Ex Convento, Vertova (BG), ITALIA
- 1993 - The international sculpture - Galleria Michelangelo, Bergamo (BG), ITALIA